# Dimetilallil pirofosfato
Il dimetilallil pirofosfato (DMAPP) è un intermedio della via metabolica dell'acido mevalonico, utilizzata dagli organismi viventi nella biosintesi dei terpeni, terpenoidi e steroli.